# Patrik Johannesen
Patrik Johannesen (7 settembre 1995) è un calciatore faroese, centrocampista del KÍ Klaksvík e della Nazionale faroese.

## Carriera

### Club
Johannesen ha cominciato la carriera con la maglia del TB Tvøroyri, squadra per cui ha esordito nella Formuladeildin in data 15 aprile 2012, quando è subentrato a Gilli Rólantsson nella sconfitta per 1-4 subita a domicilio dal B36 Tórshavn.
L'anno successivo è passato al Suðuroy, in 1. deild, dov'è rimasto per un anno e mezzo. Ha poi fatto ritorno al TB Tvøroyri, nel frattempo retrocesso in 1. deild: Johannesen ha contribuito al ritorno nella massima divisione della squadra, al termine del campionato 2014. Il 14 marzo 2015 ha trovato il primo gol nella Formuladeildin, nella vittoria per 1-3 arrivata sul campo della sua ex squadra del Suðuroy.
Nel 2016 è passato all'AB Argir. Ha debuttato con questa casacca il 6 marzo, trovando anche una rete nel pareggio per 1-1 contro il B68 Toftir. L'anno seguente si è accordato con il B36 Tórshavn, debuttando il 12 marzo nel pareggio per 1-1 arrivato sul campo del Víkingur Gøta. L'8 aprile ha trovato il primo gol, nel pareggio per 2-2 contro l'NSÍ Runavík.
Il 29 giugno 2017 ha giocato la prima partita nelle competizioni europee per club, in una sfida valida per le qualificazioni all'Europa League 2017-2018: è stato titolare nella sconfitta per 2-1 subita contro il Kalju Nõmme, sfida in cui ha trovato anche la via della rete.
Il 29 dicembre 2017, i norvegesi del Florø hanno reso noto l'ingaggio di Johannesen.
Il 14 gennaio 2021 ha fatto ritorno in Norvegia per giocare nell'Egersund, a cui si è legato con un accordo annuale.

### Nazionale
Ha giocato nella nazionale faroese Under-21.
Johannesen ha esordito per le Fær Øer in data 31 agosto 2017, sostituendo Jóan Edmundsson nella sconfitta per 5-1 arrivata contro il Portogallo.

## Statistiche

### Presenze e reti nei club
Statistiche aggiornate al 28 aprile 2022.
| Stagione           | Club               | Campionato         | Campionato | Campionato | Coppe nazionali | Coppe nazionali | Coppe nazionali | Coppe continentali | Coppe continentali | Coppe continentali | Supercoppe | Supercoppe | Supercoppe | Totale | Totale |
| Stagione           | Club               | Comp               | Pres       | Reti       | Comp            | Pres            | Reti            | Comp               | Pres               | Reti               | Comp       | Pres       | Reti       | Pres   | Reti   |
| ------------------ | ------------------ | ------------------ | ---------- | ---------- | --------------- | --------------- | --------------- | ------------------ | ------------------ | ------------------ | ---------- | ---------- | ---------- | ------ | ------ |
| 2012               | TB Tvøroyri        | FD                 | 3          | 0          | CF              | ?               | ?               | -                  | -                  | -                  | -          | -          | -          | 3+     | 0+     |
| 2013               | Suðuroy            | 1D                 | 24         | 8          | CF              | 2               | 0               | -                  | -                  | -                  | -          | -          | -          | 26     | 8      |
| gen.-ago. 2014     | Suðuroy            | 1D                 | 17         | 11         | CF              | 1               | 0               | -                  | -                  | -                  | -          | -          | -          | 18     | 11     |
| Totale Suðuroy     | Totale Suðuroy     | Totale Suðuroy     | 41         | 19         |                 | 3               | 0               |                    | -                  | -                  |            | -          | -          | 44     | 19     |
| ago.-dic. 2014     | TB Tvøroyri        | 1D                 | 9          | 6          | CF              | -               | -               | -                  | -                  | -                  | -          | -          | -          | 9      | 6      |
| 2015               | TB Tvøroyri        | FD                 | 26         | 6          | CF              | 1               | 0               | -                  | -                  | -                  | -          | -          | -          | 27     | 6      |
| Totale TB Tvøroyri | Totale TB Tvøroyri | Totale TB Tvøroyri | 38         | 12         |                 | 1+              | 0+              |                    | -                  | -                  |            | -          | -          | 39+    | 12+    |
| 2016               | AB Argir           | FD                 | 26         | 11         | CF              | 1               | 1               | -                  | -                  | -                  | -          | -          | -          | 27     | 12     |
| 2017               | B36 Tórshavn       | FD                 | 25         | 16         | CF              | 5               | 3               | UEL                | 2                  | 1                  | -          | -          | -          | 32     | 20     |
| 2018               | Florø              | 1D                 | 9          | 2          | CN              | 0               | 0               | -                  | -                  | -                  | -          | -          | -          | 9      | 2      |
| 2019               | KÍ Klaksvík        | FD                 | 25         | 13         | CF              | 4               | 4               | UEL                | 6                  | 2                  | -          | -          | -          | 35     | 19     |
| 2020               | KÍ Klaksvík        | FD                 | 25         | 4          | CF              | 1               | 1               | UCL+UEL            | 2+2                | 0+1                | SF         | 1          | 0          | 31     | 6      |
| Totale KÍ Klaksvík | Totale KÍ Klaksvík | Totale KÍ Klaksvík | 50         | 17         |                 | 1+              | 0+              |                    | -                  | -                  |            | -          | -          | 39+    | 12+    |
| 2021               | Egersund           | 2D                 | 21         | 13         | CN              | 1               | 1               | -                  | -                  | -                  | -          | -          | -          | 22     | 14     |
| Totale             | Totale             | Totale             | 210        | 90         |                 | 16+             | 10+             |                    | 2+10               | 0+4                |            | 1          | 0          | 239+   | 104+   |

### Cronologia presenze e reti in nazionale
| Cronologia completa delle presenze e delle reti in nazionale ― Fær Øer | Cronologia completa delle presenze e delle reti in nazionale ― Fær Øer | Cronologia completa delle presenze e delle reti in nazionale ― Fær Øer | Cronologia completa delle presenze e delle reti in nazionale ― Fær Øer | Cronologia completa delle presenze e delle reti in nazionale ― Fær Øer | Cronologia completa delle presenze e delle reti in nazionale ― Fær Øer | Cronologia completa delle presenze e delle reti in nazionale ― Fær Øer | Cronologia completa delle presenze e delle reti in nazionale ― Fær Øer |
| Data                                                                   | Città                                                                  | In casa                                                                | Risultato                                                              | Ospiti                                                                 | Competizione                                                           | Reti                                                                   | Note                                                                   |
| ---------------------------------------------------------------------- | ---------------------------------------------------------------------- | ---------------------------------------------------------------------- | ---------------------------------------------------------------------- | ---------------------------------------------------------------------- | ---------------------------------------------------------------------- | ---------------------------------------------------------------------- | ---------------------------------------------------------------------- |
| 31-8-2017                                                              | Porto                                                                  | Portogallo                                                             | 5 – 1                                                                  | Fær Øer                                                                | Qual. Mondiali 2018                                                    | -                                                                      | 73’                                                                    |
| 7-10-2017                                                              | Tórshavn                                                               | Fær Øer                                                                | 0 – 0                                                                  | Lettonia                                                               | Qual. Mondiali 2018                                                    | -                                                                      | 77’                                                                    |
| 25-3-2018                                                              | San Pedro de Alcántara                                                 | Fær Øer                                                                | 3 – 0                                                                  | Liechtenstein                                                          | Amichevole                                                             | -                                                                      | 46’                                                                    |
| 7-6-2019                                                               | Tórshavn                                                               | Fær Øer                                                                | 1 – 4                                                                  | Spagna                                                                 | Qual. Euro 2020                                                        | -                                                                      | 68’                                                                    |
| 10-6-2019                                                              | Tórshavn                                                               | Fær Øer                                                                | 0 – 2                                                                  | Norvegia                                                               | Qual. Euro 2020                                                        | -                                                                      | 89’                                                                    |
| 18-11-2019                                                             | Solna                                                                  | Svezia                                                                 | 3 – 0                                                                  | Fær Øer                                                                | Qual. Euro 2020                                                        | -                                                                      | 74’                                                                    |
| 3-9-2020                                                               | Tórshavn                                                               | Fær Øer                                                                | 3 – 2                                                                  | Malta                                                                  | UEFA Nations League 2020-2021 - 1º turno                               | -                                                                      | 79’                                                                    |
| 6-9-2020                                                               | Andorra La Vella                                                       | Andorra                                                                | 0 – 1                                                                  | Fær Øer                                                                | UEFA Nations League 2020-2021 - 1º turno                               | -                                                                      | 58’                                                                    |
| 7-10-2020                                                              | Herning                                                                | Danimarca                                                              | 4 – 0                                                                  | Fær Øer                                                                | Amichevole                                                             | -                                                                      |                                                                        |
| 10-10-2020                                                             | Tórshavn                                                               | Fær Øer                                                                | 1 – 1                                                                  | Lettonia                                                               | UEFA Nations League 2020-2021 - 1º turno                               | -                                                                      | 82’                                                                    |
| 28-3-2021                                                              | Vienna                                                                 | Austria                                                                | 3 – 1                                                                  | Fær Øer                                                                | Qual. Mondiali 2022                                                    | -                                                                      | 58’                                                                    |
| 31-3-2021                                                              | Glasgow                                                                | Scozia                                                                 | 4 – 0                                                                  | Fær Øer                                                                | Qual. Mondiali 2022                                                    | -                                                                      | 69’                                                                    |
| 26-3-2022                                                              | Gibilterra                                                             | Gibilterra                                                             | 0 – 0                                                                  | Fær Øer                                                                | Amichevole                                                             | -                                                                      | 73’                                                                    |
| 29-3-2022                                                              | San Pedro del Pinatar                                                  | Fær Øer                                                                | 1 – 0                                                                  | Liechtenstein                                                          | Amichevole                                                             | 1                                                                      | 61’                                                                    |
| 4-6-2022                                                               | Istanbul                                                               | Turchia                                                                | 4 – 0                                                                  | Fær Øer                                                                | UEFA Nations League 2022-2023 - 1º turno                               | -                                                                      | 53’                                                                    |
| 11-6-2022                                                              | Tórshavn                                                               | Fær Øer                                                                | 2 – 1                                                                  | Lituania                                                               | UEFA Nations League 2022-2023 - 1º turno                               | -                                                                      | 83’                                                                    |
| 22-9-2022                                                              | Vilnius                                                                | Lituania                                                               | 1 – 1                                                                  | Fær Øer                                                                | UEFA Nations League 2022-2023 - 1º turno                               | -                                                                      | 77’                                                                    |
| 25-9-2022                                                              | Tórshavn                                                               | Fær Øer                                                                | 2 – 1                                                                  | Turchia                                                                | UEFA Nations League 2022-2023 - 1º turno                               | -                                                                      | 90+4’                                                                  |
| 16-11-2022                                                             | Olomouc                                                                | Rep. Ceca                                                              | 5 – 0                                                                  | Fær Øer                                                                | Amichevole                                                             | -                                                                      | 56’                                                                    |
| 19-11-2022                                                             | Pristina                                                               | Kosovo                                                                 | 1 – 1                                                                  | Fær Øer                                                                | Amichevole                                                             | -                                                                      | 79’                                                                    |
| 24-3-2023                                                              | Chișinău                                                               | Moldavia                                                               | 1 – 1                                                                  | Fær Øer                                                                | Qual. Euro 2024                                                        | -                                                                      | 63’                                                                    |
| 8-6-2024                                                               | Tallinn                                                                | Estonia                                                                | 4 – 1                                                                  | Fær Øer                                                                | Coppa del Baltico 2024                                                 | -                                                                      | 81’                                                                    |
| 11-6-2024                                                              | Liepāja                                                                | Lettonia                                                               | 1 – 0                                                                  | Fær Øer                                                                | Coppa del Baltico 2024                                                 | -                                                                      | 82’                                                                    |
| 7-9-2024                                                               | Tórshavn                                                               | Fær Øer                                                                | 1 – 1                                                                  | Macedonia del Nord                                                     | UEFA Nations League 2024-2025 - 1º turno                               | -                                                                      | 84’                                                                    |
| 5-6-2025                                                               | Tbilisi                                                                | Georgia                                                                | 1 – 0                                                                  | Fær Øer                                                                | Amichevole                                                             | -                                                                      | 63’                                                                    |
| 9-6-2025                                                               | Tórshavn                                                               | Fær Øer                                                                | 2 – 1                                                                  | Gibilterra                                                             | Qual. Mondiali 2026                                                    | 1                                                                      | 64’                                                                    |
| Totale                                                                 |                                                                        | Presenze                                                               | 26                                                                     |                                                                        | Reti                                                                   | 2                                                                      |                                                                        |

## Palmarès

### Club

#### Competizioni nazionali
- Campionato islandese: 1

Breiðablik: 2024
- Coppa di Lega islandese: 1

Breiðablik: 2024
- Supercoppa d'Islanda: 1

Breiðablik: 2023